# Tr 2
Tr 2 è un brillante ammasso aperto visibile nella costellazione di Perseo.

## Osservazione

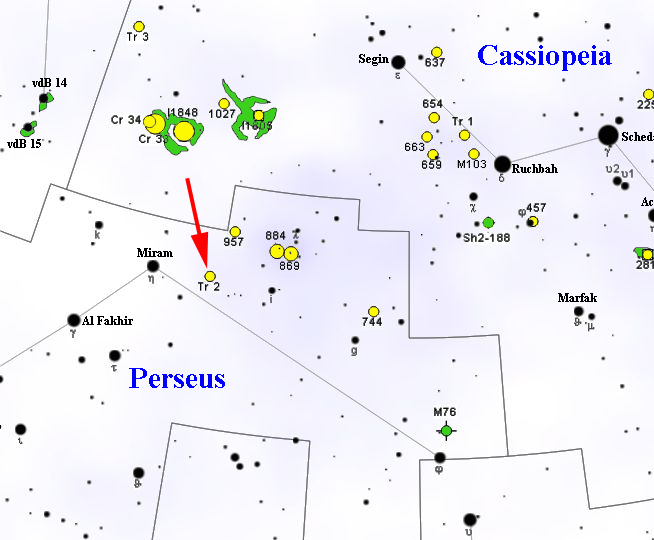
Mappa per individuare Tr 2.

Si individua nella parte settentrionale della costellazione, circa 2° a ovest della stella rossa η Persei, sul bordo di un ricchissimo campo stellare dominato dal famoso Ammasso Doppio di Perseo; comprende diverse stelle giallastre di magnitudine 7 piuttosto sparse e disposte lungo una concatenazione orientata in senso est-ovest, su cui domina una stella arancione di magnitudine 7,44. Con un binocolo 10x50 appare già risolto in una decina di stelle; attraverso un telescopio da 100mm si possono individuare una trentina di componenti sparse fino alla magnitudine 12 senza particolari accenni di concentrazione. Ingrandimenti oltre i 120x non permettono di avere una facile visione d'insieme.
La declinazione fortemente settentrionale di quest'ammasso favorisce notevolmente gli osservatori dell'emisfero nord, da cui si presenta circumpolare fino alle latitudini medio-basse; dall'emisfero australe d'altra parte resta piuttosto basso e non è osservabile dalle aree lontane dalla zona tropicale. Il periodo migliore per la sua osservazione nel cielo serale è quello compreso fra ottobre e marzo.

## Storia delle osservazioni
Nonostante la sua discreta luminosità, Tr 2 venne individuato e descritto per la prima volta da Robert Julius Trumpler nel 1930; nello stesso periodo venne incluso nel Catalogo Collinder col numero 29.

## Caratteristiche
Tr 2 è un brillante ammasso di dimensioni notevoli e piuttosto poco concentrato; la sua distanza è stimata attorno ai 651 parsec (2120 anni luce) e ricade così sul bordo esterno del Braccio di Orione, in una regione adiacente all'associazione OB nota come Camelopardalis OB1. Entro poche decine di parsec si troverebbero anche i due ammassi NGC 1027 e Tr 3, visibili nella costellazione di Cassiopea.
La sua età è stimata sui 150 milioni di anni e mancano in esso stelle massicce di sequenza principale di classe spettrale O e B. Nella sua direzione sono state scoperte una dozzina di stelle variabili, fra le quali sei hanno un'elevata probabilità di appartenere fisicamente all'ammasso; si tratta per la maggior parte di stelle le cui oscillazioni avvengono fra la magnitudine 12 e 13, dunque molto deboli. Fra queste vi sono alcune variabili a eclisse e una semiregolare.